# 내추럴 리드미칼 시리즈
《내추럴 리드미칼 시리즈》는 전상영이 그린 만화 작품이다. 갱스터가 지배하는 세상이 도래하고 그 속에서 살아남으려는 사람들의 이야기를 다루었다.

## 등장인물

### 주인공 일당
- 쑈오리 라마

주인공으로 검객이다. 칼을 자유자재로 쓸 줄 아는 검법의 고수이지만 방어에는 매우 취약하다. 원래 신체가 멀쩡했으나 믹서 편에서 Dr.샤몬에 의해 애꾸눈이 되고 사고를 빙자한 고의살인을 저지르는 김말석을 죽인것이 원인이 되어 파견된 블랙요원에 의해 오른팔이 잘렸다. 예거 편에서는 인공눈과 최고급 한정판 인공 손을 이식받았다.
- 버프 더 비스트

종합격투기 선수. 지하 격투기 선수로 버프 더 비스트 편에서 새일꾼을 이긴 전력이 있다. 믹서 편에서 블랙요원에 의해 살해당한다.
- 최 게바라

최고의 해커로 쑈오리 라마를 위해서 해킹을 해주고 있었다. 버프 더 비스트 등이 블랙요원에게 살해당하자 최 게바라는 내장사냥꾼에게 살해당했고 결국 육체가 죽어 없어지고 영혼만 넷상에 떠도는 온라인 인간이 되었다.
- 조풍년

동네 바보로 버프 더 비스트의 트레이너. 사실 그의 진짜 정체는 불대가리 조로서 지하 격투대회 전직 우승자였는데 우승자들의 최후가 어떻게 되었는지 목격하고 탈출에 성공한 유일한 챔피언이였다. 그 이후 괴로운 과거를 지우기 위해 머리에 뇌장하드를 설치하는 극단적인 방법을 택하고 동네 바보가 되었다.

### 크루 조직원
- 무차카 스므스

쑈오리 라마와 동맹 상태였으나 예거 편에서 돌변하여 쑈오리 라마를 제거하려 한다. 절대로 살인을 안한다고는 하지만 이는 허울좋은 위선을 뿐이며 자신이 쓰러뜨린 상대 거의 대부분을 목숨만 겨우 붙어있는 상대로 만드는 싸이코패스이다. 시한부 인생을 살고 있다.
- Dr. 샤몬

청부업자. 김말석의 경호원으로 고용되어 쑈오리라마와 겨뤄서 쑈오리 라마를 애꾸눈으로 만들었다. 그러나 후에 쑈오리 라마에게 살해당한다. 휘하헤 마초G, 마초M, 마초P를 두고 있는데 모두 여성이다.

### 지하 격투장
- 새일꾼

지하 격투장에서 개최된 토너먼트에서 탈락한 격투가들의 몸을 한데 합친 그로테스크한 외형의 격투가. 그 재료가 되는 격투가들의 능력을 모두 사용할 수 있으며 괴력이 엄청났다. 버프 더 비스트와의 대결에서 압도적인 위력을 보여줬으나 경기 도중 사망한다.
- 김수한

버프 더 비스트와 마찬가지로 지하격투장 선수. 지하격투장 선수들 가운데 그나마 버프 더 비스트에게 우호적이지만 다른 상대에게 패하는 바람에 버프 더 비스트와 맞서는 일은 없었다. 패배와 동시에 살해당한 뒤 그 육체는 다른 패배자들과 한데 합쳐져서 새일꾼으로 재탄생되었다.

### 중앙정부
- 김말식

중앙정부 정치국 제 8국장. 막내아들 김말석이 쑈오리 라마에게 살해되자 그래도 아들이라고 블랙요원을 파견했다.
- 김말석

김말식의 막내아들로 싸이코패스. 재미삼아 사람을 믹서기에 갈아죽이는 기행을 저지르다가 쑈오리 라마에게 살해당했다.
- 블랙요원

작중 최강자로 중앙정부 산하 요원. 중앙정부 국장급 이상의 관료나 그 가족이 살해당하면 파견된다. 눈에서 레이저빔을 쏘며 하늘을 날아다닌다.

## 줄거리

### 믹서
17구역에 있는 쓰레기 하치장에는 쓰레기를 잘게 부수기 위해 거대 믹서기가 하나 설치되어 있다. 문제는 의문의 사망사고가 자주 발생한다는 점이다. 의심되는 인물은 중앙정부 정치국 제8국장인 김말식의 막내아들 김말석으로 김말석은 이 쓰레기하치장의 소장이다. 김말석이 쓰레기하치장 총책임자로 부임한 이후 이곳에서는 그 전에는 없었던 인명사고가 발생하기 시작했다.
어느 날 어떤 여자가 자신의 남동생이 이 사건에 말려들어 죽었다며 쑈오리 라마에게 찾아온다. 쑈오리 라마와 버프 더 비스트는 김말석을 습격해서 손해배상을 받아내려 했다. 하지만 첫 습격은 실패로 돌아갔다. 이에 김말석은 Dr. 샤몬에게 자신의 경호를 의뢰한다. 이에 쑈오리 라마와 Dr. 샤몬이 맞붙지만 쑈오리 라마는 Dr. 샤몬에게 간단하게 패하고 한쪽눈까지 잃었다. 이후 Dr. 샤몬이 쑈오리 라마를 자신의 후계자로 점찍으려는 움직임을 보이자 Dr. 샤몬의 부하인 마초G가 쑈오리 라마와 맞붙지만 마초G는 쑈오리 라마에게 너무나 쉽게 살해당했다. 이후 쑈오리 라마는 살인면허 고속도로에서 Dr. 샤몬을 끌고 온 뒤 도로 일부를 잘라서 그 도로 안에서 Dr. 샤몬과 다시 맞붙는다. 당연하게도 Dr. 샤몬에게 일방적으로 밀리지만 쑈오리 라마는 Dr. 샤몬의 칼이 커터칼이라는 것을 알아내고는 커터칼의 날을 부러뜨린 뒤 Dr. 샤몬을 칼로 베어 죽였다.
이후 쑈오리 라마는 김말석을 잡는데 성공하고 계약서에 김말석의 싸인을 받아내려는 순간 김말석이 그 믹서기 사건? 걔들은 내가 재미있어서 죽인거야. 왜냐면 나같이 귀하신 고관대작님께서는 너네같이 천한 것들을 마음대로 죽일 자격이 있거든.이라고 말하는 바람에 쑈오리 라마는 김말석을 세로로 베어서 두동강이내 죽였다. 이에 김말식은 김말석이 이미 버린 자식이지만 그래도 자식이라는 이유로 블랙 요원을 17구역에 파견했다. 블랙요원은 하늘을 날아다니면서 레이저 빔을 여기저기 쏘아서 17구역 주민들을 몰살시키고 이 와중에 쑈오리 라마의 오른팔을 잘라버렸다. 버프 더 비스트와 잔인권은 쑈오리 라마가 도망칠 시간을 벌어주기 위해 블랙 요원과 싸우다 블랙 요원에게 살해당했다. 이후 쑈오리 라마는 블랙 요원이 복귀한 뒤 몰래 17구역을 찾아가서 버프 더 비스트의 수급을 챙겨와서 버프 더 비스트를 되살릴 발법을 궁리한다.

### 예거
쑈오리 라마는 그동안 함께했던 동지들 대부분을 잃었다. 버프 더 비스트, 잔인권, 최 게바라 등이 모두 목숨을 잃었다. 이후 빠따걸, 동네 바보 트리오(그나마도 1명이 죽어서 2명뿐이다.) 등의 새로운 조력자들을 만나지만 그들의 능력은 예전의 동지들만 못하다. 오른팔이 잘리고 난 이후 인조 팔을 장착한 쑈오리 라마의 팔떨림은 그치지 않는다. 예전에는 칼로 H빔도 썰던 쑈오리 라마가 팔떨림 때문에 이제는 나무막대를 쳐도 칼을 부러뜨린다. 최 게바라는 그 영혼이 프로그램화되어 인터넷 상을 떠돌고 있으며 살아생전에 했던 일과 같은 일을 하게 되었다.
쑈오리 라마는 버프 더 비스트의 수급을 들고 다니면서 어떻게든 버프 더 비스트를 되살리려고 동분서주하고 있다.